# Bromus gunckelii
Bromus gunckelii är en gräsart som beskrevs av Oscar R. Matthei. Bromus gunckelii ingår i släktet lostor, och familjen gräs. Inga underarter finns listade i Catalogue of Life.